# A Very Trainor Christmas
《A Very Trainor Christmas》는 2020년 10월 30일에 발매된 메간 트레이너의 네 번째 주요 레이블 정규 앨범이자 크리스마스 앨범이며, Honest OG 레코딩과 에픽 레코드에 의해 발매되었다. 트레이너는 형제인 라이언과 저스틴을 포함한 가족 구성원들과 함께 곡을 공동 작곡하며 앨범 제작에 참여했다. Earth, Wind & Fire, 세스 맥팔레인, 트레이너의 사촌인 제이든, 제나, 마커스 토니, 그리고 그녀의 아버지 게리 등 다양한 아티스트가 참여했다. 이 앨범에는 〈It's Beginning to Look a Lot Like Christmas〉(1951)와 〈Last Christmas〉(1984)와 같은 크리스마스 스탠다드 커버곡들과 6개의 오리지널 곡이 포함되어 있다.
트레이너는 대중 출연과 방송 공연을 통해 《A Very Trainor Christmas》를 홍보했다. 세스 맥팔레인과 함께한 〈White Christmas〉(1942) 커버곡이 싱글로 발매되어 어덜트 컨템퍼러리 차트 1위를 기록했다. 여러 곡이 뮤직비디오로 제작되었으며, 앨범은 트레이너의 매력과 소재에 대한 찬사를 받으며 대체로 긍정적인 평가를 받았다. 이 앨범은 미국 톱 홀리데이 앨범 차트에서 7위를 기록했고, 네덜란드와 스웨덴에서는 상위 50위 안에 들었다. 디럭스 에디션은 2021년 10월 29일에 발매되었으며, 새로운 버전은 2024년 10월 11일에 출시되었다.

## 배경

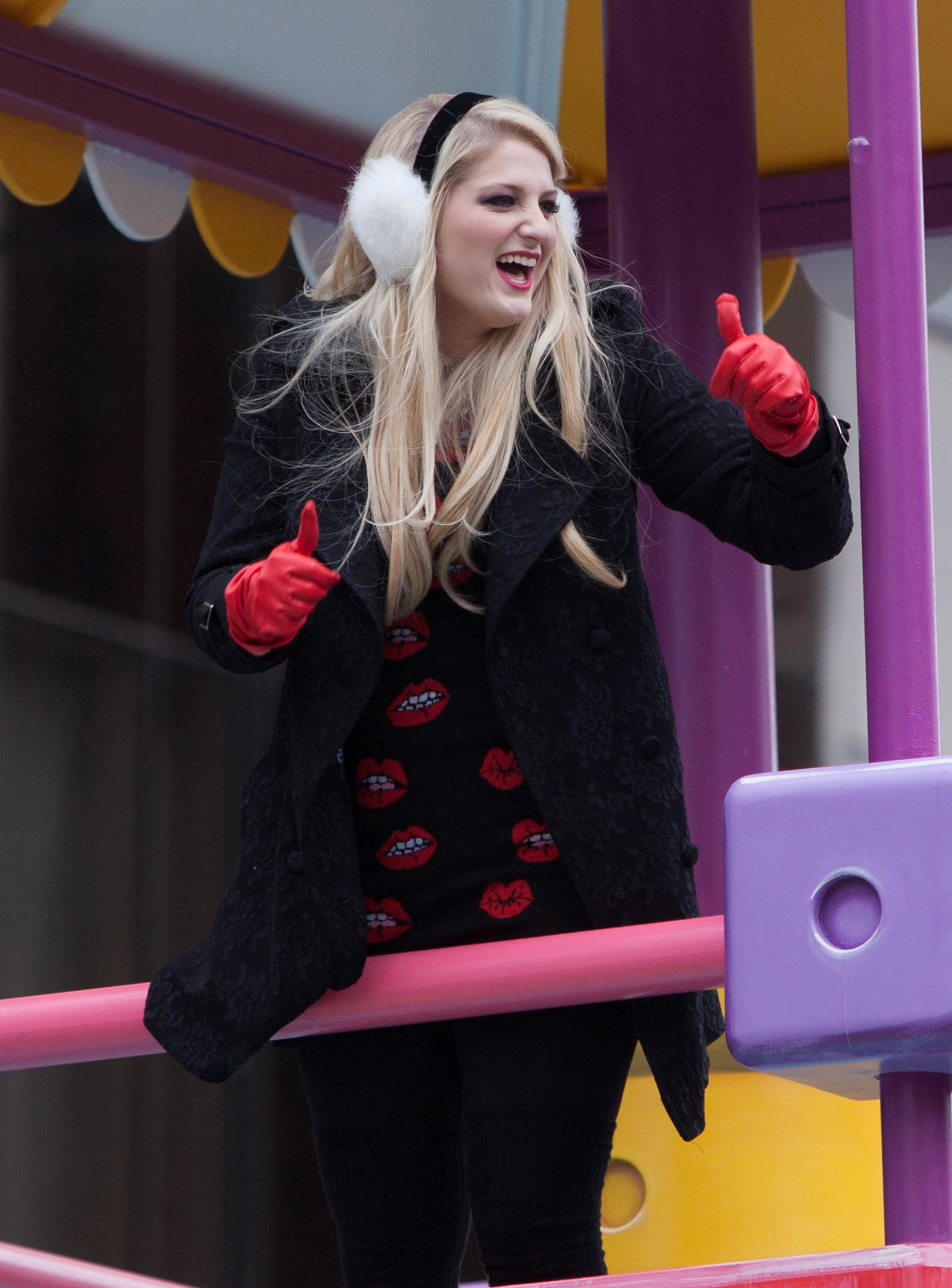
메간 트레이너(2014년 촬영)는 《A Very Trainor Christmas》의 모든 트랙에서 보컬 프로듀싱을 담당했다.

메건 트레이너는 2014년 Epic Records의 크리스마스 확장판 앨범 I'll Be Home for Christmas에 오리지널 곡 "I'll Be Home"을 기여하며 크리스마스 음악에 입문했다. 이후 2016년 브렛 엘드리지가 그의 앨범 Glow에서 커버한 "Baby, It's Cold Outside"(1944)에 참여했고, 2년 후 스포티파이 플레이리스트에 "White Christmas"(1942) 커버곡을 발표했다.
2020년 1월, 트레이너의 세 번째 주요 레이블 정규 앨범 《Treat Myself》 출시 직전, 그녀는 오리지널 크리스마스 곡을 작곡 중이며 연말에 발매할 계획이라고 빌보드에서 밝혔다. COVID-19로 인해 봉쇄가 시작된 지 3개월 만에 그녀는 "지금이 크리스마스 앨범을 완성할 적기"라고 판단하고 "전 세계의 우울함 속에서 올해는 기쁨을 전하고 싶었다"고 말했다.
트레이너는 앨범 작업 대부분을 여름철인 7월과 8월의 더운 날씨에 완료했다고 회상했다. 임신 5개월 차에 미리 두 편의 뮤직비디오와 15개의 공연을 녹화했다. 그녀는 "팝 크리스마스" 느낌의 앨범을 만들고 싶었으며, 오리지널 곡과 커버곡을 함께 포함하기로 결정했다. 2020년 9월 9일, 트레이너는 소셜 미디어 계정을 통해 앨범 제목과 발매일, 앨범 커버를 공개했다. 커버에는 캔디 케인을 물고 산타 모자와 장식으로 꾸민 드레스를 입은 모습이 담겨 있었다.

## 구성
트레이너의 가족 전체가 A Very Trainor Christmas 제작에 참여했다. 그들은 작곡가, 백그라운드 보컬, 프로듀서, 그리고 연주자로 활동했다. 그녀의 사촌들인 제이든, 제나, 마커스 토니와 아버지 개리 트레이너는 피처링 아티스트로 참여했으며, 오빠 저스틴은 프로덕션과 작곡에, 또 다른 오빠 라이언은 작곡에 참여했다. 트레이너는 이에 대해 "나는 크리스마스 베이비다. 크리스마스 앨범을 내는 것이 늘 꿈이었는데, 가족과 함께 작업하니 더 특별하게 느껴진다"고 밝혔다. Earth, Wind & Fire와 세스 맥팔레인은 그녀 가족의 "끝없는 선호도" 때문에 협업자로 선정되었다. 트레이너는 그녀의 가족이 "그들이 걷는 땅을 경배할 정도"로 좋아한다고 밝히며, "이 앨범에 그들을 모실 수 있었다는 것이 아직도 실감 나지 않는다. 최고의 크리스마스 선물이다!"라고 말했다.
A Very Trainor Christmas에는 "It's Beginning to Look a Lot Like Christmas"(1951), "Last Christmas"(1984) 같은 크리스마스 스탠다드 곡의 커버 버전 10곡과, "My Kind of Present", "I Believe in Santa", "Holidays", "Christmas Party", "Christmas Got Me Blue", "Naughty List"라는 오리지널 곡 6곡이 포함되어 있다. 타깃(TARGET) 에디션에는 "I'll Be Home"과 "A Holly Jolly Christmas"(1964) 커버가 추가로 포함되어 있다. 디럭스 버전에는 오리지널 곡 "Christmas Coupon"과 "Rockin' Around the Christmas Tree"(1958), "Christmas (Baby Please Come Home)"(1963)의 커버가 포함되어 있다.
"My Kind of Present"에서는 트레이너가 복고풍 두왑 스타일의 보컬을 선보이며, 노래의 주제가 자신이 원하는 크리스마스 선물이라고 강조한다. 그녀는 다른 선물은 원하지 않는다고 말한다. 이 곡은 러브송으로 기획되었으나, 그녀는 점차 이 곡을 아들에 대한 애정으로 연결짓기 시작했다. "라이브 공연을 할 때 배를 두드리며 '너는 내 선물이야'라고 노래한다"고 말했다. "I Believe in Santa"는 트레이너가 10살 때 친구들과 산타클로스의 실재 여부에 대해 다퉜던 경험에서 영감을 얻었다. "Holidays"는 Earth, Wind & Fire와의 협업 곡으로, The Spokesman-Review의 앨런 스컬리(Allan Sculley)에 따르면 "'70년대 R&B/팝과 현대 팝의 연결고리"를 보여준다. "Naughty List"에서는 자신이 왜 "말썽꾸러기 명단"에 올랐는지 궁금해하며, "산타보다 내가 너무 착했기 때문인가"라고 자문한다. 이 곡은 라이언의 힙합 음악 선호도에서 영감을 얻어 랩으로 처음 쓰였으나, 이후 팝 곡으로 변형되었다.
A Very Trainor Christmas의 커버곡은 원곡의 스타일을 크게 벗어나지 않은 채로 연주되었다.[11] 스컬리는 "트레이너가 약간의 독창적인 변화를 추가했지만, [...] 곡들의 경쾌한 악기 구성은 오늘날 팝 음악의 일반적인 스타일"이라고 평가했다. "Last Christmas"는 1980년대 신시사이저와 박수를 결합했다. 그녀는 "Winter Wonderland"(1934)를 우쿨렐레 반주와 함께 약간의 억양을 더해 노래했다.[12] AP의 마크 케네디(Mark Kennedy)는 트레이너의 "Sleigh Ride"(1948) 커버를 "'60년대와 2020년의 만남"으로, "Silent Night"(1818)을 "교회 분위기"로 묘사했다.

## 발매와 홍보
2020년 10월 7일, 트레이너는 "My Kind of Present"과 "Last Christmas" 커버곡을 먼저 공개했다. 정식 앨범은 10월 30일 발매되었다. 싱글 "White Christmas"는 Adult Contemporary 차트 1위에 올랐다. "Holidays" 뮤직비디오는 11월 23일 공개되었고, 트레이너는 임신 중에도 NBC와 지미 팰런 쇼에서 곡을 선보였다. 디럭스 에디션은 2021년 10월 29일에 발매되었으며, 추가 곡과 뮤직비디오가 포함되었다.

## 평가
"A Very Trainor Christmas"는 대체로 긍정적인 평가를 받았다. AllMusic은 그녀의 열정적인 스타일을 칭찬했고, Idolator는 가족들이 즐길 수 있는 크리스마스 앨범이라며 호평했다. 반면 일부 평론가는 독창적인 클래식 곡이 부족하다고 지적했다.
앨범은 미국 Billboard 200 차트에서 최고 89위에 올랐으며, 캐나다, 네덜란드, 스웨덴 등 여러 국가에서 상위 100위 안에 들었다.

## 곡 목록
| #            | 제목                                                                         | 작사·작곡                                                                        | 프로듀서                  | 재생 시간 |
| ------------ | ---------------------------------------------------------------------------- | -------------------------------------------------------------------------------- | ------------------------- | --------- |
| 1.           | 〈My Kind of Present〉                                                       | Meghan Trainor Justin Trainor Ryan Trainor                                       | M. Trainor J. Trainor     | 2:41      |
| 2.           | 〈It's Beginning to Look a Lot Like Christmas〉                              | Meredith Willson                                                                 | Asa Welch                 | 2:08      |
| 3.           | 〈I Believe in Santa〉                                                       | M. Trainor J. Trainor R. Trainor                                                 | M. Trainor J. Trainor     | 2:38      |
| 4.           | 〈Last Christmas〉                                                           | George Michael                                                                   | Welch                     | 4:03      |
| 5.           | 〈Holidays〉 (featuring Earth, Wind & Fire)                                  | M. Trainor Mike Sabath Phillip Bailey Eddie Benjamin Verdine White Ralph Johnson | Sabath Benjamin           | 2:45      |
| 6.           | 〈Christmas Party〉                                                          | M. Trainor Ryan Met J. Trainor R. Trainor                                        | Met R. Trainor            | 2:55      |
| 7.           | 〈Winter Wonderland〉                                                        | Richard B. Smith                                                                 | J. Trainor                | 2:18      |
| 8.           | 〈White Christmas〉 (featuring Seth MacFarlane)                              | Irving Berlin                                                                    | Welch                     | 3:01      |
| 9.           | 〈Holly Jolly Christmas〉 (bonus track)                                      | Johnny Marks                                                                     | Welch                     | 1:45      |
| 10.          | 〈Christmas Got Me Blue〉                                                    | M. Trainor Met J. Trainor                                                        | M. Trainor Met J. Trainor | 3:33      |
| 11.          | 〈Sleigh Ride〉                                                              | Leroy Anderson Mitchell Parish                                                   | Frederico Vindver         | 3:48      |
| 12.          | 〈My Only Wish〉                                                             | Brian Kierulf Britney Spears Josh Schwartz                                       | Vindver                   | 4:02      |
| 13.          | 〈The Christmas Song〉                                                       | Robert Wells Mel Tormé                                                           | Vindver                   | 3:35      |
| 14.          | 〈Rudolph the Red-Nosed Reindeer〉 (featuring Jayden, Jenna, & Marcus Toney) | Marks                                                                            | Welch                     | 2:30      |
| 15.          | 〈Naughty List〉                                                             | M. Trainor J. Trainor R. Trainor                                                 | M. Trainor J. Trainor     | 2:37      |
| 16.          | 〈Have Yourself a Merry Little Christmas〉 (featuring Gary Trainor)          | Hugh Martin Ralph Blane                                                          | J. Trainor                | 3:48      |
| 17.          | 〈I'll Be Home〉 (bonus track)                                               | M. Trainor                                                                       | M. Trainor                | 3:39      |
| 18.          | 〈Silent Night〉                                                             | Franz Xaver Gruber Joseph Mohr                                                   | Benjamin                  | 2:45      |
| 총 재생 시간 | 총 재생 시간                                                                 | 총 재생 시간                                                                     | 총 재생 시간              | 54:31     |

| #            | 제목                                                                         | 작사·작곡                                                                        | 프로듀서                  | 재생 시간 |
| ------------ | ---------------------------------------------------------------------------- | -------------------------------------------------------------------------------- | ------------------------- | --------- |
| 1.           | 〈Christmas Coupon〉                                                         | M. Trainor                                                                       |                           | 3:12      |
| 2.           | 〈Rockin' Around the Christmas Tree〉                                        | Johnny Marks                                                                     |                           | 2:28      |
| 3.           | 〈Christmas (Baby Please Come Home)〉                                        | Jeff Barry Ellie Greenwich Phil Spector                                          |                           | 2:28      |
| 4.           | 〈My Kind of Present〉                                                       | M. Trainor Justin Trainor Ryan Trainor                                           | M. Trainor J. Trainor     | 2:41      |
| 5.           | 〈It's Beginning to Look a Lot Like Christmas〉                              | Meredith Willson                                                                 | Asa Welch                 | 2:08      |
| 6.           | 〈I Believe in Santa〉                                                       | M. Trainor J. Trainor R. Trainor                                                 | M. Trainor J. Trainor     | 2:38      |
| 7.           | 〈Last Christmas〉                                                           | George Michael                                                                   | Welch                     | 4:03      |
| 8.           | 〈Holidays〉 (featuring Earth, Wind & Fire)                                  | M. Trainor Mike Sabath Phillip Bailey Eddie Benjamin Verdine White Ralph Johnson | Sabath Benjamin           | 2:45      |
| 9.           | 〈Christmas Party〉                                                          | M. Trainor Ryan Met J. Trainor R. Trainor                                        | Met R. Trainor            | 2:55      |
| 10.          | 〈Winter Wonderland〉                                                        | Richard B. Smith                                                                 | J. Trainor                | 2:18      |
| 11.          | 〈White Christmas〉 (featuring Seth MacFarlane)                              | Irving Berlin                                                                    | Welch                     | 3:01      |
| 12.          | 〈Holly Jolly Christmas〉 (bonus track)                                      | Johnny Marks                                                                     | Welch                     | 1:45      |
| 13.          | 〈Christmas Got Me Blue〉                                                    | M. Trainor Met J. Trainor                                                        | M. Trainor Met J. Trainor | 3:33      |
| 14.          | 〈Sleigh Ride〉                                                              | Leroy Anderson Mitchell Parish                                                   | Frederico Vindver         | 3:48      |
| 15.          | 〈My Only Wish〉                                                             | Brian Kierulf Britney Spears Josh Schwartz                                       | Vindver                   | 4:02      |
| 16.          | 〈The Christmas Song〉                                                       | Robert Wells Mel Tormé                                                           | Vindver                   | 3:35      |
| 17.          | 〈Rudolph the Red-Nosed Reindeer〉 (featuring Jayden, Jenna, & Marcus Toney) | Marks                                                                            | Welch                     | 2:30      |
| 18.          | 〈Naughty List〉                                                             | M. Trainor J. Trainor R. Trainor                                                 | M. Trainor J. Trainor     | 2:37      |
| 19.          | 〈Have Yourself a Merry Little Christmas〉 (featuring Gary Trainor)          | Hugh Martin Ralph Blane                                                          | J. Trainor                | 3:48      |
| 20.          | 〈I'll Be Home〉 (bonus track)                                               | M. Trainor                                                                       | M. Trainor                | 3:39      |
| 21.          | 〈Silent Night〉                                                             | Franz Xaver Gruber Joseph Mohr                                                   | Benjamin                  | 2:45      |
| 총 재생 시간 | 총 재생 시간                                                                 | 총 재생 시간                                                                     | 총 재생 시간              | 62:39     |

A Very Trainor Christmas의 디럭스 에디션에는 다음 곡들이 추가되며, 스탠다드 에디션의 모든 트랙 앞에 1~3번 트랙으로 배치되었다|
디럭스 에디션 보너스 트랙

1. "Christmas Coupon" (writer: M. Trainor) – 3:12
2. "Rockin' Around the Christmas Tree" (writer: Johnny Marks) – 2:28
3. "Christmas (Baby Please Come Home)" (writer: Jeff Barry, Ellie Greenwich, Phil Spector) – 2:28

익스텐디드 디럭스 에디션 보너스 트랙

1. "Jingle Bells" (writer: James Lord Pierpont) – 2:15

비고
- "Holly Jolly Christmas"와 "I'll Be Home"은 전 세계 모든 스트리밍 플랫폼에서 트랙 목록에 포함되어 있으나, 미국에서는 A Very Trainor Christmas의 모든 CD 에디션에서 타깃 독점 트랙으로 제공된다. 이 곡들은 어떠한 바이닐 에디션이나 미국 외 지역의 CD 에디션에는 포함되지 않는다.[24][25][26]
- "Jingle Bells"는 아마존 뮤직의 디럭스 에디션에서 22번째 트랙으로 수록되었다.[27]

## 평가
| 전문가 평가             | 전문가 평가 |
| 평가 점수               | 평가 점수   |
| 출처                    | 점수        |
| ----------------------- | ----------- |
| AllMusic                | [ 28 ]      |
| The Courier-Mail        | [ 29 ]      |
| Idolator                | [ 30 ]      |
| Knoxville News Sentinel | [ 31 ]      |

A Very Trainor Christmas에 대한 비평적 논평은 대체로 긍정적이었다. 몇몇 평론가는 트레이너의 카리스마를 칭찬했다. AllMusic의 Stephen Thomas Erlewine은 그녀가 평소의 "구식 쇼비즈 광채" 스타일과 같은 열정으로 앨범을 접근했다고 평가했다. 그는 오리지널 녹음이 가장 활기차게 들리지만, 전체적으로 앨범이 "활기찬 시즌 사운드트랙의 영역에 확고히 자리 잡고 있다"고 덧붙였다.
다른 평론가들은 앨범의 소재에 대해 언급했다. Idolator의 마이크 와스는 A Very Trainor Christmas를 "대성공"이라고 표현하며, 향후 몇 년 동안 미국 가정에서 "대표적인 크리스마스 사운드트랙"이 될 가능성이 있다고 보았다. 그는 이 앨범이 활기차며 다양한 장르를 아우르고 있어 "모두를 위한 무언가가 있다"고 평가했다. 스컬리는 이 앨범이 "재미있고, 많은 홀리데이 앨범보다 더 독창적이다"고 언급했다. 케네디는 A Very Trainor Christmas를 "2020년 최고의 크리스마스 앨범"이라고 선언하며, 트레이너의 목소리 덕분에 "다층적이고 뛰어난 작품"이라고 평가했다. The Courier-Mail의 모니크 푸에블로스는 오리지널 곡들이 축제 분위기를 조성하면서도 기존 크리스마스 음악과는 차별화된 느낌을 준다고 보았으며, 커버곡들 또한 원곡의 분위기를 크게 해치지 않으면서도 진정성 있게 연주된다고 평가했다. 그는 "[이 앨범]은 신구를 아우르는 기분 좋은 곡들로 가득 차 있으며, 해마다 크리스마스 분위기를 느끼게 해줄 것"이라고 덧붙였다. 한편, Knoxville News Sentinel의 척 캠벨은 이 앨범이 다른 홀리데이 앨범들과 차별화될 만한 "잘 만들어진 클래식"이 부족하다고 지적했으며, 익숙한 곡과 낯선 곡이 섞이면서 흐름이 자주 끊겨 "파티가 본격적으로 달아오르지 않는다"고 평가했다.
미국에서 A Very Trainor Christmas는 2020년 11월 14일 자 Billboard 200 차트에 7,000 앨범 등가 단위를 기록하며 144위로 데뷔했다. 이는 트레이너의 앨범 중 가장 낮은 차트 성적이었으며, 이후 최고 89위까지 상승했다. 이 앨범은 Top Holiday Albums 차트에서 7위로 진입했다. A Very Trainor Christmas는 Canadian Albums Chart에서 최고 70위를 기록하며 2주간 차트에 머물렀다. 영국 다운로드 앨범 차트에서는 47위에 올랐다. 네덜란드와 스웨덴에서는 각각 42위를 기록했다. 벨기에에서는 71위에 올랐다.